# Zračna luka Kairo
Međunarodna Zračna Luka Kairo (arapski: مطار القاهرة الدولي) – najprometnija je zračna luka u Egiptu i središte zrakoplovne tvrtke EgyptAir.
Nalazi se 15 kilometara sjeveroistočno od grada. Zračnom lukom upravlja egipatski holding, koji ima četiri tvrtke.
To je druga najprometnija zračna luka u Africi nakon Johannesburga u Južnoj Africi. Sa zračne luke Kairo godišnje poleti oko 125 000 zrakoplova. Ima veliku važnost, zbog svog položaja između Afrike, Bliskog istoka i Europe. Godine 2010., oko 16 milijuna putnika prošlo je kroz ovu zračnu luku. Zračna luka ima tri terminala, posljednji je izgrađen 2008. Ima četiri piste i teretni terminal.